# Arròs a la bruta
Arròs a la bruta és un plat típic de la cuina eivissenca fet a base d'arròs amb sèpia en la seua tinta, simiilar a l'arròs negre. Així mateix és un plat típic de la cuina mallorquina però en aquest cas porta tallades de carn i verdures. Es fa a la cassola, anomenada greixonera.